# Karsten och Petra (TV-serie, 2003)
Karsten och Petra (norska: Petra + Karsten) är en TV-serie för barn som sändes på NRK 2003. TV-serien är baserad på böckerna med samma namn som Tor Åge Bringsværd skrivit. Ann-Cathrin Ramberg står för regi och manus. Serien gavs ut på DVD i Norge 2005.
Serien visades på SVT i november 2003.

## Handling
Serien handlar om förskolebarnen Karsten och Petra och följer deras familj och liv utanför dagis, med alla problem, glädjer och sorger det medför.

## Rollista
- Kristoffer Karlsen – Karsten
- Sofia Solheim Sigurdsson – Petra
- Kristian Grythe – Karstens pappa
- Mari Tefre – Karstens mamma
- Roskva Müller Ørmen – Karstens søster
- Line Ørmen – Petras mamma
- Dieter Kriszat – Petras pappa
- Erik Hivju – berättaren
- Pia Borgli

### Svenska röster
- Henrik Ståhl – berättare[6]

## Lista över avsnitt
| Nr | Titel | Svensk titel                          |
| -- | ----- | ------------------------------------- |
| 1  |       | Karsten kan inte sova                 |
| 2  |       | Karsten börjar på dagis               |
| 3  |       | Karsten och Petra är bästisar         |
| 4  |       | Karsten hjälper pappa                 |
| 5  |       | Petra vill bli veterinär              |
| 6  |       | Karsten och Petra firar Lucia         |
| 7  |       | Karsten gillar att dansa              |
| 8  |       | Petra får besök                       |
| 9  |       | Karsten åker till Mallorca            |
| 10 |       | Petra och morfar                      |
| 11 |       | Karsten måste åka till sjukhus        |
| 12 |       | Karsten och Petra besöker en bondgård |
| 13 |       | Petra får en hund                     |